# かげろうの日々
『かげろうの日々』（かげろうのひび）は、押切蓮介による日本のホラー漫画作品。『月刊IKKI』（小学館）2004年9月号にて掲載された。太田出版から発売された短編集『ドヒー!おばけが僕をぺんぺん殴る!』に収録されている。
ホラー風のテイストながらもギャグ・コメディを基調とする押切蓮介の作品の中では珍しく、正統派のホラー色が強く暗黒的な展開を描いた愛憎劇である。

## あらすじ
小学校の学芸会の劇で主役である「ミリエーヌ姫」をやることになっていた葉山元子は、不登校であった学友の安藤正美にその役を奪われてしまう。葉山は安藤に憎しみをぶつけ、暴力を振るっていくが……。

## 登場人物
葉山 元子（はやま もとこ）
学芸会で「ミリエーヌ姫」をやるはずだった女子小学生。不登校であった安藤に役を奪われ、彼女への憎しみを増大させてゆく。
安藤 正美（あんどう まさみ）
「ミリエーヌ姫」に抜擢された女子小学生。葉山の学友だが、実際は彼女から陰惨なイジメを受けていた。葉山に暴力を振るわれ、学校に来ないよう脅迫される。
水野 豊（みずの ゆたか）
葉山の想い人。王子役。一生懸命練習する安藤を見守っている。惨劇の引き金の一因（間接的だが）。